# Limba cehă
Limba cehă (čeština) este o limbă din grupul limbilor slave de vest. Ceha este vorbită de aproximativ 12 milioane de oameni, majoritatea în Republica Cehă și țările vecine, dar și în țări cu un număr mare de imigranți cehi, în special în Statele Unite, cu aproximativ 1,5 milioane de vorbitori, și Canada.
Ceha este foarte asemănătoare cu slovaca (unii lingviști consideră că ar fi aceeași limbă) și cu poloneza, și este scrisă cu ajutorul alfabetului latin, îmbogățit cu diacritice, háček č și corona: ů. Texte scrise în limba cehă datează încă din secolul XI.
Ceha a devenit limbă standard în Republica Cehă în cursul secolului XVI, bazată fiind pe dialectul praghez.

## Distribuție geografică
Limba cehă este limba oficială și națională în Republica Cehă. În trecut, a fost și oficială în Cehoslovacia. În afară de Republica Cehă, se mai vorbește limba cehă în:
- Slovacia, din cazul uniunii denumite Cehoslovacia și a promovării limbii cehe în regiuni care se află aproape de frontieră.
- Polonia, principal în voievodatul Silezia.
- Germania
- Austria
- Ungaria
- Statele Unite ale Americii
- Canada
- România[necesită citare]

## Ortografie
Limba cehă are una dintre cele mai fonemice ortografieri în cadrul limbilor europene. Conține 31 de grafeme pentru a reda 30 de sunete (în majoritatea dialectelor i și y reprezintă același sunet) și conține doar o singură digramă ch care urmează litera h in alfabet. Ca rezultat, fonologii au folosit grafemele din limba cehă pentru a transcrie sunete în alte limbi. Literele q, x și w sunt folosite numai în cuvinte de origine străină. Semnul acentru circumflex inversat -háček (ˇ) este folosit cu anumite litere pentru a crea caractere noi: š, ž, and č, la fel ca și ň, ě, ř, ť, ď (ultimele cinci cunoscute doar in ortografia ceha). Ultimele doua caractere sunt scrise cu un apostrof (ʼ, un háček redus) din cauza înălțimii acestor litere. Litera ó este folosită doar în cuvinte împrumutate și onomatopee.
Spre deosebire de limbile europene, limba ceha produce o distincție de lungime a vocalelor; lungimea este indicată de un accent ascuțit sau cu un semn al gradului ů. Semnul u lung este scris ú la începutul cuvântului sau a morfemelor (úroda, neúrodný) și ů in alte cazuri, cu excepția împrumuturilor din alte limbi (skútr) și onomatopee (bú). Vocalele lungi și ě nu sunt indicate ca caractere separate în ordinea alfabetică.
Caracteristicele tipografice ale limbii cehe se aseamănă mult cu cele europene de grafie latine. Substantivele proprii, titlurile onorifice și primele litere ale citatelor sunt scrise cu majuscule. Punctuația este tipică pentru ale limbi de cu grafie latină. Limba cehă folosește virgula decimală în locul punctului decimal. La notare cifrelor complexe fiecare trei numere se vor distinge prin pauze. Numărul 1,234,567.8910 poate fi notat ca 1234567,8910 sau 1 234 567,8910. Numerele ordinale folosesc punctul (1.), ca și în limba germana pentru a denota (primul). În frazele numelor proprii doar primele litere sunt scrise cu majuscule (Pražský hrad, Cetatea din Praga).

## Varietăți dialectale

### Ceha comună
Varietatea dialectală cea mai răspândită este vorbită în regiunea orașului Praga, dar și pe întreg teritoriu al țării și este cunoscut ca Ceha comună (obecná čeština). Aceasta este o caracteristică academică, deoarece majoritatea cehilor nu cunosc terminul sau îl asociază cu ceha vernaculară sau „incorectă”. În comparație cu ceha scrisă (spisovná čeština), această varietate este caracterizată de o inflexiune mai simplă și diferențe în distribuția fonologică.

## Eșantioane sonore
- [nefuncțională]
- [nefuncțională]

## Cursuri de limba cehă apărute în România
- Jindřich Vacek, Curs practic de limba cehă, Universitatea din București, 1985, 1989, fragment online
- Jindřich Vacek, Limba cehă pentru avansați, Universitatea din București, 1987, fragment online, prefață online (în limba română)
- Jindřich Vacek, Limba cehă colocvială, Universitatea din București, 1988, fragment online, text numai în cehă
- Jindřich Vacek, Úvod do četby českého literárního textu (Introducere în lectura textului literar ceh), Universitatea din București, 1989, fragment online, text numai în cehă, câteva comparații cu limba română